# Josef Lontscharitsch
Josef Lontscharitsch (né le 11 avril 1970 à Madrid, en Espagne) est un coureur cycliste autrichien, actif dans les années 1990 et 2000. Durant sa carrière, il a notamment été double champion d'Autriche sur route en 1995 et 1998.

## Biographie
Josef Lontscharitsch est né d'une mère espagnole et d'un père autrichien. En 1987, il termine troisième aux championnats du monde sur route juniors (moins de 19 ans) à Bergame, devenant ainsi le premier Autrichien à remporter une médaille aux mondiaux sur route juniors. En 1995, il devient champion d'Autriche sur route. En 1998, il gagne à nouveau le titre national. En 1999 et 2000, il remporte le maillot des sprints du Tour d'Autriche. En 1999, il remporte également le Raiffeisen Grand Prix.
Durant sa carrière, il gagne plusieurs étapes en Colombie, au Panama, au Venezuela, au Mexique et dans d'autres pays. En 1997, il se classe deuxième du classement général du Tour du Panama et porte pendant huit jours le maillot jaune sur le Tour du Mexique. En outre, il représente l’Autriche à plusieurs reprises aux championnats du monde de cyclisme sur route.
En 2003, il met fin à sa carrière dans le cyclisme et travaille ensuite comme commercial pour son ancien sponsor, Elk-Fertighaus.

## Palmarès
- 1987
  -  Médaillé de bronze du championnat du monde sur route juniors
- 1989
  - 3e du championnat d'Autriche sur route
- 1992
  - 2e du Tour du Burgenland
- 1995
  -  Champion d'Autriche sur route
  - Kirschblütenrennen
- 1996
  - Vuelta a Chiriquí :
    - Classement général
    - 4e étape
- 1997
  - 3e étape du Tour du Mexique
- 1998
  -  Champion d'Autriche sur route
  - 8e étape du Tour du Mexique
  - 2e étape du Tour de Colombie
  - 7e étape du Tour du Guatemala
- 1999
  - Raiffeisen Grand Prix
  - 2e et 9e étapes du Tour du Mexique
  - 2e étape du Tour de Slovénie
  - 6e étape du Tour d'Autriche
  - 3e du championnat d'Autriche du contre-la-montre
- 2000
  - 2e du championnat d'Autriche du contre-la-montre